# Rhine, Wisconsin
Rhine là một thị trấn thuộc quận Sheboygan, tiểu bang Wisconsin, Hoa Kỳ. Năm 2010, dân số của thị trấn này là 2.102 người.